# Kollegiet (film)
 For alternative betydninger, se Kollegium (flertydig). (Se også artikler, som begynder med Kollegium)
Kollegiet er en dansk gyserfilm fra 2007, som er instrueret af Martin Barnewitz og skrevet af Jannik Tai Mosholt.

## Handling
Pigen Katrine flytter til København fra provinsen for at læse engelsk ved Københavns Universitet. Hun flytter ind på et kollegium, men kommer hurtigt på kant med en af gangens andre beboere, Sanne, da hun er sammen med Sannes ekskæreste Lukas. Sanne og nogle af hendes veninder fra gangen begynder derfor at mobbe Katrine med en historie om et genfærd på gangen, og dette fører til, at Katrine uforvarende kommer til at slippe genfærdet, der ikke blot er en historie, løs. Sammen med sin ven Rolf forsøger Katrine at stoppe genfærdet, men kollegiets beboere begynder en efter en at dø på mystisk vis.
Censur: tilladt for børn over 15 år.

## Medvirkende
- Neel Rønholt (Katrine)
- Mikkel Arndt (Rolf)
- Julie Ølgaard (Sanne)
- Jon Lange (Lukas)
- Mira Wanting (Lena)
- Rikke Lylloff (Genfærdet)
- Steen Stig Lommer (Katrines far)